# The Vow
The Vow es una película dirigida por Michael Sucsy y coprotagonizada por Rachel McAdams y Channing Tatum. Estrenada el 23 de marzo de 2012 en España, la película está basada en la historia real de Kim y Krickitt Carpenter, autores del libro homónimo. Se tituló Todos los días de mi vida en España y Votos de amor en Latinoamérica.

## Argumento
Paige Collins (Rachel McAdams) y su marido, Leo (Channing Tatum), salen de un cine. En su camino a casa, en una señal de alto, Paige desabrocha su cinturón de seguridad para inclinarse y besar a Leo. En ese mismo instante, un camión golpea su carro por detrás y Paige se estrella a través del parabrisas. Ambos son llevados de urgencia a la sala de emergencias, 
mientras Leo, en una voz-over habla de cómo "momentos de impacto ayudan a encontrar quiénes somos", y la película cuenta cómo Paige y Leo se conocieron. Se muestran escenas de cómo se cortejaron, se comprometieron y se casaron en el Instituto de Arte de Chicago mientras compartían un beso bajo la Puerta de la Nube, entretejiendo las escenas con el presente.
En el hospital, cuando Paige recupera la conciencia, piensa que Leo es su médico, resultando que ha perdido todos los recuerdos de los últimos años de su vida. Cuando sus padres adinerados, Bill y Rita Thornton, se enteran de lo sucedido y la visitan, conocen por primera vez a Leo y viceversa, mostrándose nada felices de que Leo esté casado con su hija y evitando que él la lleve a su casa. Paige, confundida,  no entiende por qué él no habría conocido a sus padres, por qué está casada con él y tampoco comprende por qué dejó la facultad de derecho, rompió su compromiso con su anterior prometido Jeremy, y por qué no ha estado en contacto con su familia y amigos. Sus padres insisten en llevarla a casa con ellos y Paige está de acuerdo, asumiendo que podría haberse casado con Leo por capricho. Justo cuando está a punto de irse, Leo viene corriendo a reproducirle el último mensaje de voz que ella le envió en el que suena muy feliz y enamorada, por lo cual Paige decide regresar con Leo, esperando que le ayude a recuperar su memoria perdida. Paige es recibida en casa con una fiesta sorpresa por sus amigos, pero como ella no es capaz de recordar a ninguno de ellos, ella lo encuentra abrumador y es extremadamente confuso.
Al día siguiente, Paige sale a su cafetería habitual, pero no recuerda haber estado allí y se pierde en su camino de regreso. Ella llama a su madre porque no sabe ni recuerda el número de Leo. Esa noche, Leo y Paige son invitados a cenar por sus padres. En la cena y en el bar más tarde, Leo no logra encajar con su familia y amigos. Persiste en sus intentos de ayudarla a recuperar su memoria perdida, pero a Paige le impulsa más el deseo de conocer por qué dejó la escuela de leyes y rompió su compromiso con Jeremy. Durante el transcurso de un encuentro con Jeremy, ella lo besa porque recuerda sus sentimientos por él. Más tarde su médico le aconseja llenar los agujeros en su memoria en lugar de tener miedo de su pasado. Con la boda de su hermana Gwen acercándose, Paige decide quedarse con sus padres hasta la boda. Leo, convencido de que debe enamorar a su esposa de nuevo, le pide una cita y pasa una noche con ella, despertando en ella sentimientos nuevos. Más tarde, en la boda, el padre de Paige trata de convencer a Leo de divorciarse de su hija, enojando a Leo quien termina por golpear a Jeremy cuando este habla de posibilidades de acostarse con su esposa; luego de esto ambos deciden terminar. 
Paige se reincorpora a la escuela de leyes y Leo firma papeles de divorcio. Más tarde, en una tienda, Paige entabla conversación con su vieja amiga Diane quien, sin darse cuenta de su amnesia, se disculpa por haber tenido una relación con el padre de Paige, alertando así a Paige sobre por qué había dejado a su familia. Cuando se enfrenta a su madre acerca de esto, Rita le dice que decidió quedarse con Bill por todas las cosas que había hecho bien en lugar de dejarlo por un acto equivocado. Paige le pregunta a Leo por qué nunca le dijo, y él responde que quería ganar su amor en lugar de alejarla de sus padres. Paige, mientras está en clase, empieza a dibujar; Representando así por qué abandonó la escuela de leyes por primera vez. Ella continúa su interés en el arte, volviendo eventualmente a esculpir y a dibujar, al mismo tiempo Jeremy confiesa que rompió con su actual novia, con la esperanza de estar de vuelta con ella, pero Paige lo rechaza declarando que necesita saber cómo sería la vida sin él.
A medida que cambian las estaciones, Leo discute su filosofía sobre "Momentos de impacto" con voz en off. Paige en su habitación encuentra la tarjeta de menú en la que había escrito sus votos matrimoniales y se emociona profundamente. La película termina con Paige encontrando a Leo en su típico Cafe el Mnemonic, allí le cuenta a él que está retomando sus viejos hábitos y decide ir con él a probar un nuevo lugar y Leo propone conocer nuevos lugares insinuando que quiere reconstruir una nueva vida con ella.
Al final de la película explican que la pareja en la que se inspiró la historia están casados y tienen dos hijos a pesar de que ella nunca recuperó la memoria.

## Reparto
| Actores/Actrices | Personajes             |
| ---------------- | ---------------------- |
| Rachel McAdams   | Paige Thornton-Collins |
| Channing Tatum   | Leo Collins            |
| Sam Neill        | Bill Thornton          |
| Jessica Lange    | Rita Thornton          |
| Wendy Crewson    | Dr. Fishman            |
| Jessica McNamee  | Gwen                   |
| Tatiana Maslany  | Lily                   |
| Lucas Bryant     | Kyle                   |
| Scott Speedman   | Jeremy                 |
| Sarah Carter     | Diane                  |
| Rachel Skarsten  | Rose                   |

## Producción
La película está producida por Roger Birnbaum, Gary Barber, Jonathan Glickman y Paul Taublied. Los productores ejecutivos son J. Miles Dale, Austin Hearst y Susan Cooper. Como coproductores están Cassidy Lange y Rebekah Rudd. El director de fotografía es Rogier Stoffers, ASC. Kalina Ivanov es la directora de producción. Los editores son Nancy Richardson, A.C.E. y Melina Kent, como directora de vestuario está Alex Kavanagh. La música corre a cargo de Rachel Portman y Michael Brook, y el supervisor musical es Randall Poster.